# Monastero di Yerits Mankants
Yerits Mankants ( in armeno Երից Մանկանց Վանք) è un monastero che sorge nel distretto di Tərtər in Azerbaigian, e precedentemente era situato nella repubblica de facto del Nagorno Karabakh, dal 2017 al 2024 denominata repubblica di Artsakh, nella regione di Martakert.
Il monastero, il cui nome significa "I tre giovani", sorge sul fianco di una montagna in una zona impervia ricoperta da fitte foreste, costituente il versante meridionale della catena dei monti Mrav; si trova a circa sette chilometri a nord rispetto alla Fortezza di Jraberd ubicata lungo il corso del fiume Tartar.
Secondo alcune iscrizioni il complesso dovrebbe essere stato edificato nel tardo XVII secolo, probabilmente intorno al 1691, fondato dalla famiglia feudale dei Melik-Israelians, signori di Jraberd con l'apparente scopo di rivaleggiare con la famiglia Hasan-Jalalians che aveva fondato il monastero di Gandzasar.
Alcuni khachkar che si trovano in loco riportano anche datazioni anteriori (XVI secolo).

## Struttura
Sono tre gli edifici principali che compongono il complesso. La basilica a tre navate, con soffitto a volta, costruita con pietra chiara tagliata e lavorata, presenta una cupola poggiata su quattro pilastri disposti a quadrato e collegati da archi trasversali. Secondo un'iscrizione che si trova sul muro lato nord l'architetto fu Sargis.
L'interno della chiesa risulta alto e slanciato grazie ai pilatri ed agli archi a sesto acuto che conferiscono un aspetto maestoso alla costruzione. La luce solare si irradia attraverso le grandi finestre del tamburo.
Gli altri edifici raccolgono locali di servizio, le celle dei monaci e quella del patriarca dalla cui finestra si gode una magnifica vista sulla valle del fiume Tartar.

pianta del complesso

## Visita
La visita al monastero è oltremodo ardua essendo situato in una zona impervia, lontanano dalle strade. La difficoltà è aggravata dal fatto che si attraversano zone prossime al confine con l'Azerbaigian ed è pertanto necessario acquisire un permesso speciale da parte delle autorità. Attraverso sentieri o strade percorribili solo a piedi o con fuoristrada si raggiunge la fortezza di Jraberd, lungo il corso del fiume Tartar, e di qui lentamente ci si inerpica verso il monastero.